# 増田雄市
増田 雄市（ますだ ゆういち、11月1日 - ）は、日本の男性声優。東京都出身。

## 人物
2016年10月31日まではイエローテイル（ジュニア）に所属していた。
趣味は音楽鑑賞、ゲーム。

## 出演作品

### テレビアニメ
2013年
- 絶対防衛レヴィアタン（客1）

2015年
- グリザイアの楽園（運転手）

### OVA
2013年
- 華ヤカ哉、我ガ一族 キネトグラフ（澄田三治[2]）

### ゲーム
2009年
- デス・コネクション

2010年
- 真・マスターオブモンスターズFinal EX 〜無垢なる嘆き、天冥の災禍〜（マスター（男・獣系）、アルナート、ヘルギ）
- 戦極姫2〜戦乱の世、群雄嵐の如く〜（馬場信春、風魔、海北綱親、織田信行）
- 二世の契り（鱗童子）
- 華ヤカ哉、我ガ一族（澄田三治）

2011年
- アンジェリーク 魔恋の六騎士（ニコラス）
- 三極姫〜三国乱世・覇天の采配〜（呂布奉先）
- 出撃!! 乙女たちの戦場2〜天翔ける衝撃の絆〜（ユーリー、長倉新八）
- 二世の契り 思い出の先へ（鱗童子）

2012年
- L.G.S 〜新説 封神演義〜（董天君）
- 源狼 GENROH（千鳥）
- 戦極姫3〜天下を切り裂く光と影〜（天城颯馬、朝比奈泰朝、島津貴久）※PSP版

2013年
- キミ♥ドル 〜キミのアイドル〜
- 華ヤカ哉、我ガ一族 黄昏ポウラスタ（澄田三治）

2014年
- 「Re;quartz」（アサクラモトイ）
- X・A・O・C 〜ザオック〜（澄田三治）
- サウザンドメモリーズ 〜千の絆と一太刀の裏切り〜（騎士ザイン）

2015年
- ぷよぷよ!!クエスト（2015年 - 2017年、アビス、サラマンダー、アルベルト）
- BAD APPLE WARS

### 吹き替え
- フォービドゥン/呪縛館（ベン〈ルーカス・ティル〉）
- マイスウィートソウル